# Challenge du Prince
Il Challenge du Prince Héritier Moulay El Hassan, ufficialmente Challenge du Prince Héritier Moulay El Hassan, è un evento di ciclismo su strada maschile composto da tre corse in linea che ha luogo annualmente in Marocco. Dalla creazione le singole corse fanno parte del circuito UCI Africa Tour come prove di classe 1.2.

## Storia
La competizione si è svolta per la prima volta nel 2010 e si disputa in onore di Moulay Hassan, primogenito del re del Marocco Mohammed VI e principe ereditario del Marocco.
Nonostante abbia un'organizzazione simile a quella di una corsa a tappe, il Challenge du Prince non è mai stato classificato come tale dall'Unione Ciclistica Internazionale, in quanto le regole dell'evento permettono ai partecipanti, a loro discrezione, di non prendere parte necessariamente a tutte le gare in programma. Questa particolare organizzazione permette ai team manager delle diverse squadre di portare un'ampia rosa di ciclisti e di alternarli nelle varie prove.

## Prove
Le prove in programma sono tre. La prima gara è il Trophée Princier; il secondo giorno viene svolto il Trophée de l'Anniversaire; segue, al terzo e ultimo giorno, il Trophée de la Maison Royale.

## Albo d'oro

### Trophée Princier
Aggiornato all'edizione 2022.
| Anno | Vincitore                                           | Secondo                                             | Terzo                                               |
| ---- | --------------------------------------------------- | --------------------------------------------------- | --------------------------------------------------- |
| 2010 | Roberto Richeze                                     | Abdelbasset Hannachi                                | Azzedine Lagab                                      |
| 2011 | Azzedine Lagab                                      | Philipp Mamos                                       | Abdelmalek Madani                                   |
| 2012 | Tarik Chaoufi                                       | Abdelmalek Madani                                   | Essaïd Abelouache                                   |
| 2013 | Adil Jelloul                                        | Rafaâ Chtioui                                       | Mouhssine Lahsaini                                  |
| 2014 | Abdelati Saadoune                                   | Ismail Ayoune                                       | Adnane Aarbia                                       |
| 2015 | Salah Eddine Mraouni                                | Essaïd Abelouache                                   | Anass Ait El Abdia                                  |
| 2016 | Thomas Vaubourzeix                                  | Saïd Bdadou                                         | Abdellah Hida                                       |
| 2017 | Thomas Vaubourzeix                                  | Essaïd Abelouache                                   | Ahmet Akdilek                                       |
| 2019 | Jayde Julius                                        | Clint Hendricks                                     | Oussama Khafi                                       |
| 2020 | annullata per la Pandemia di COVID-19 del 2019-2021 | annullata per la Pandemia di COVID-19 del 2019-2021 | annullata per la Pandemia di COVID-19 del 2019-2021 |
| 2021 | annullata per la Pandemia di COVID-19 del 2019-2021 | annullata per la Pandemia di COVID-19 del 2019-2021 | annullata per la Pandemia di COVID-19 del 2019-2021 |
| 2022 | Achraf Ed Doghmy                                    | Oussama Khafi                                       | Lahcen Saber                                        |

### Trophée de l'Anniversaire
Aggiornato all'edizione 2022.
| Anno | Vincitore                                           | Secondo                                             | Terzo                                               |
| ---- | --------------------------------------------------- | --------------------------------------------------- | --------------------------------------------------- |
| 2010 | Mohammed Said El Ammouri                            | Azzedine Lagab                                      | Adriano Angeloni                                    |
| 2011 | Volodymyr Bileka                                    | Tarik Chaoufi                                       | Youcef Reguigui                                     |
| 2012 | Reda Aadel                                          | Adil Jelloul                                        | Tarik Chaoufi                                       |
| 2013 | Rafaâ Chtioui                                       | Adil Jelloul                                        | Yousef Mirza Bani Hammad                            |
| 2014 | Mouhssine Lahsaini                                  | Tarik Chaoufi                                       | Essaïd Abelouache                                   |
| 2015 | Essaïd Abelouache                                   | Salah Eddine Mraouni                                | Anass Ait El Abdia                                  |
| 2016 | Soufiane Sahbaoui                                   | Mounir Makhchoun                                    | Moucine El Kouraji                                  |
| 2017 | Umberto Marengo                                     | Ahmed Amine Galdoune                                | Charlie Meredith                                    |
| 2019 | Youcef Reguigui                                     | Elchin Asadov                                       | Clint Hendricks                                     |
| 2020 | annullata per la Pandemia di COVID-19 del 2019-2021 | annullata per la Pandemia di COVID-19 del 2019-2021 | annullata per la Pandemia di COVID-19 del 2019-2021 |
| 2021 | annullata per la Pandemia di COVID-19 del 2019-2021 | annullata per la Pandemia di COVID-19 del 2019-2021 | annullata per la Pandemia di COVID-19 del 2019-2021 |
| 2022 | Nasser Eddine Maatougui                             | Adil El Arbaoui                                     | Achraf Ed Doghmy                                    |

### Trophée de la Maison Royale
Aggiornato all'edizione 2022.
| Anno | Vincitore                                           | Secondo                                             | Terzo                                               |
| ---- | --------------------------------------------------- | --------------------------------------------------- | --------------------------------------------------- |
| 2010 | Adriano Angeloni                                    | Carlos Torrent                                      | Abdelati Saadoune                                   |
| 2011 | Vladislav Borisov                                   | Youcef Reguigui                                     | Tarik Chaoufi                                       |
| 2012 | Abdelati Saadoune                                   | Tarik Chaoufi                                       | Reda Aadel                                          |
| 2013 | Maher Hasnaoui                                      | Mathieu Perget                                      | Soufiane Haddi                                      |
| 2014 | Tarik Chaoufi                                       | Salaheddine Mraouni                                 | Mohamed Er Rafai                                    |
| 2015 | Anass Ait El Abdia                                  | Tarik Chaoufi                                       | Abdelati Saadoune                                   |
| 2016 | Mouhssine Lahsaini                                  | Thomas Vaubourzeix                                  | Mohcine El Kouraji                                  |
| 2017 | Ahmed Amine Galdoune                                | Matthias Legley                                     | Soufiane Sahbaoui                                   |
| 2019 | Youcef Reguigui                                     | Jayde Julius                                        | Elchin Asadov                                       |
| 2020 | annullata per la Pandemia di COVID-19 del 2019-2021 | annullata per la Pandemia di COVID-19 del 2019-2021 | annullata per la Pandemia di COVID-19 del 2019-2021 |
| 2021 | annullata per la Pandemia di COVID-19 del 2019-2021 | annullata per la Pandemia di COVID-19 del 2019-2021 | annullata per la Pandemia di COVID-19 del 2019-2021 |
| 2022 | Adil El Arbaoui                                     | Mohammed Saaoud                                     | Scott David                                         |